# Ferrari Inter
Ferrari 166/195/212 Inter är en sportbil, tillverkad av den italienska biltillverkaren Ferrari mellan 1948 och 1953.

## Bakgrund
Enzo Ferrari hade börjat tillverka tävlingsbilar under eget namn 1947. Bilarna hade tämligen enkla men lätta chassin, konstruerade av Gioacchino Colombo. Framvagnen var individuell med dubbla tvärlänkar och fjädringen utgjordes av en tvärliggande bladfjäder. Baktill satt en stel axel upphängd i längsgående bladfjädrar. Den femväxlade växellådan saknade, som på de flesta tävlingsbilar, synkronisering. Men det var den tolvcylindriga motorn som gjorde hela skillnaden.
Ganska snart började Ferraris välbeställda kunder efterfråga mer civiliserade modeller, anpassade för gatbruk. Ferraris svar blev modellen Inter, uppkallad efter tävlingsstallet Scuderia Inter, som hade tävlat med viss framgång med Ferraris bilar. Ferraris tidiga tävlingsbilar var försedda med jämna chassinummer och för att skilja mellan ändamålen fick gatbilarna udda chassinummer.
Ferrari levererade ett rullande chassi. Därefter fick kunden beställa en egen kaross från någon fristående karossmakare.

## Motor
Hjärtat i Inter-bilarna utgjordes av den lilla V12-motorn, konstruerad av Gioacchino Colombo. Motorn hade från början varit på 1,5 liter, men när Inter-modellen introducerades hade den redan borrats upp till två liter. Ferrari fortsatte sedan att öka på cylindervolymen genom att borra upp cylinderdiametern, men slaglängden behöll hela tiden det ursprungliga måttet 58,8 mm.
| Modell     | Motor              | Cylindervolym | Effekt | Bränslesystem              |
| ---------- | ------------------ | ------------- | ------ | -------------------------- |
| 166 Inter  | 12-cyl V-motor ohc | 1995 cm³      | 110 hk | 1 st Weber 32DCF förgasare |
| 195 Inter  | 12-cyl V-motor ohc | 2341 cm³      | 130 hk | 1 st Weber 36DCF förgasare |
| 212 Inter  | 12-cyl V-motor ohc | 2563 cm³      | 150 hk | 1 st Weber 32DCF förgasare |
| 212 Export | 12-cyl V-motor ohc | 2563 cm³      | 170 hk | 3 st Weber 36DCF förgasare |

## 166 Inter
Ferraris första gatbil presenterades på Turin-salongen 1948. Chassi och växellåda hämtades direkt från tävlingsbilarna, men motorn var något nedtrimmad och hade bland annat enkelförgasare. Bilarna försågs med öppna och täckta karosser från bland andra Stabilimenti Farina, Carrozzeria Touring och Vignale. De sist tillverkade bilarna hade samma längre hjulbas som 195:an.
Produktionen uppgick till 38 exemplar.

## 195 Inter

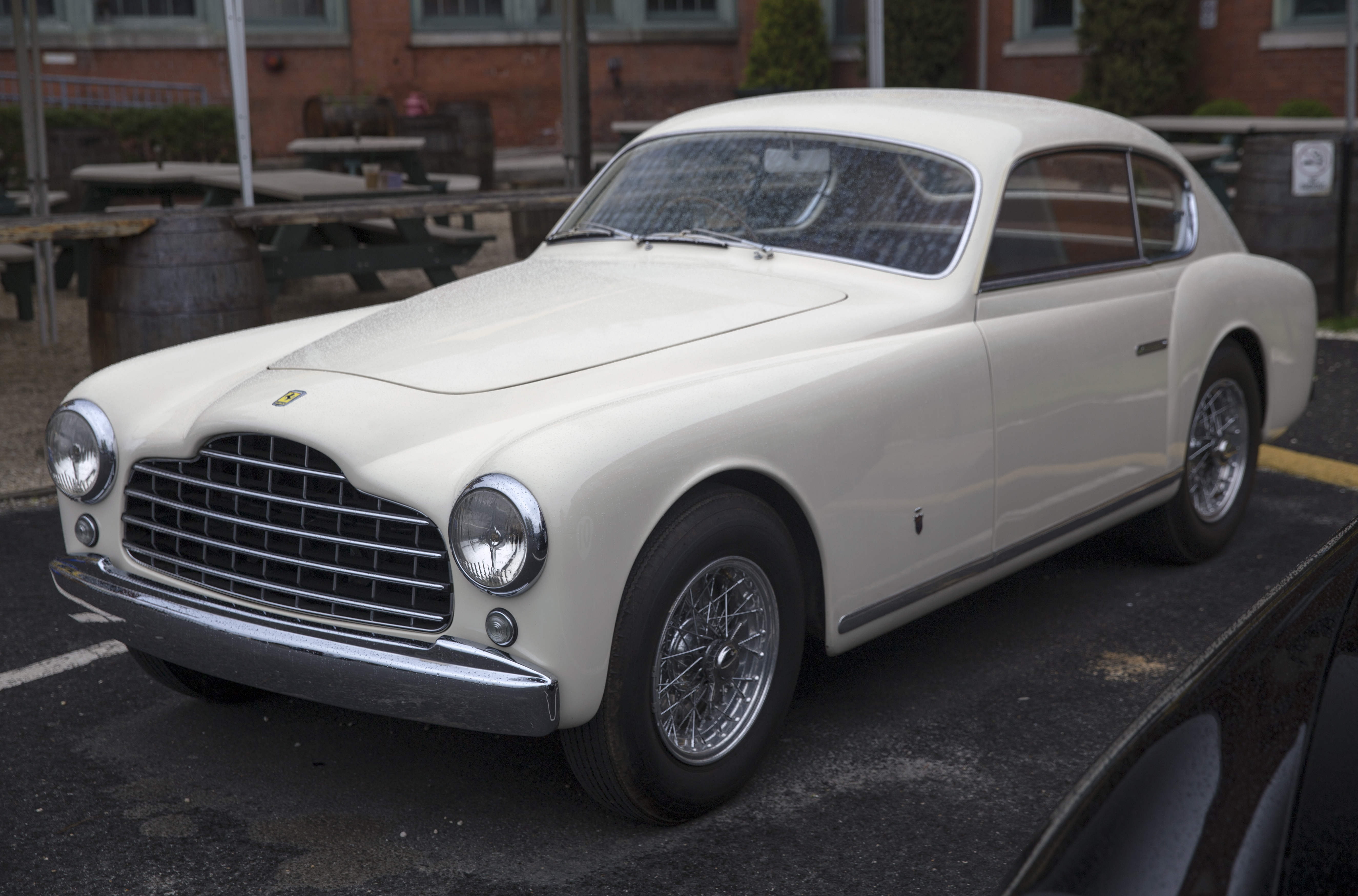
Luigi Villoresi specialbeställde sin 195 Inter med Ghia-kaross och en unik 2,6-litersmotor

1950 förstorades motorn igen genom att cylinderdiametern borrades upp från 60 till 65 mm och bilen bytte namn till 195 Inter. Alla 195:or hade täckta karosser från bland andra Ghia, Carrozzeria Touring och Vignale.
Produktionen uppgick till 25 exemplar.

## 212 Inter
Redan senare under 1951 var det dags att borra upp cylinderdiametern till 68 mm och 195 Inter ersattes av 212 Inter. Bilarna försågs med öppna och täckta karosser från bland andra Pininfarina, Ghia och Vignale.
Produktionen uppgick till 78 exemplar.

### 212 Export
212 Export var egentligen en tävlingsvagn och alla bilar hade jämna chassinummer. Men ett litet antal barchettor från Vignale såldes för gatbruk.
Den totala produktionen av 212 Export uppgick till 27 exemplar.
Se även:
- Ferrari 212

## Bilder

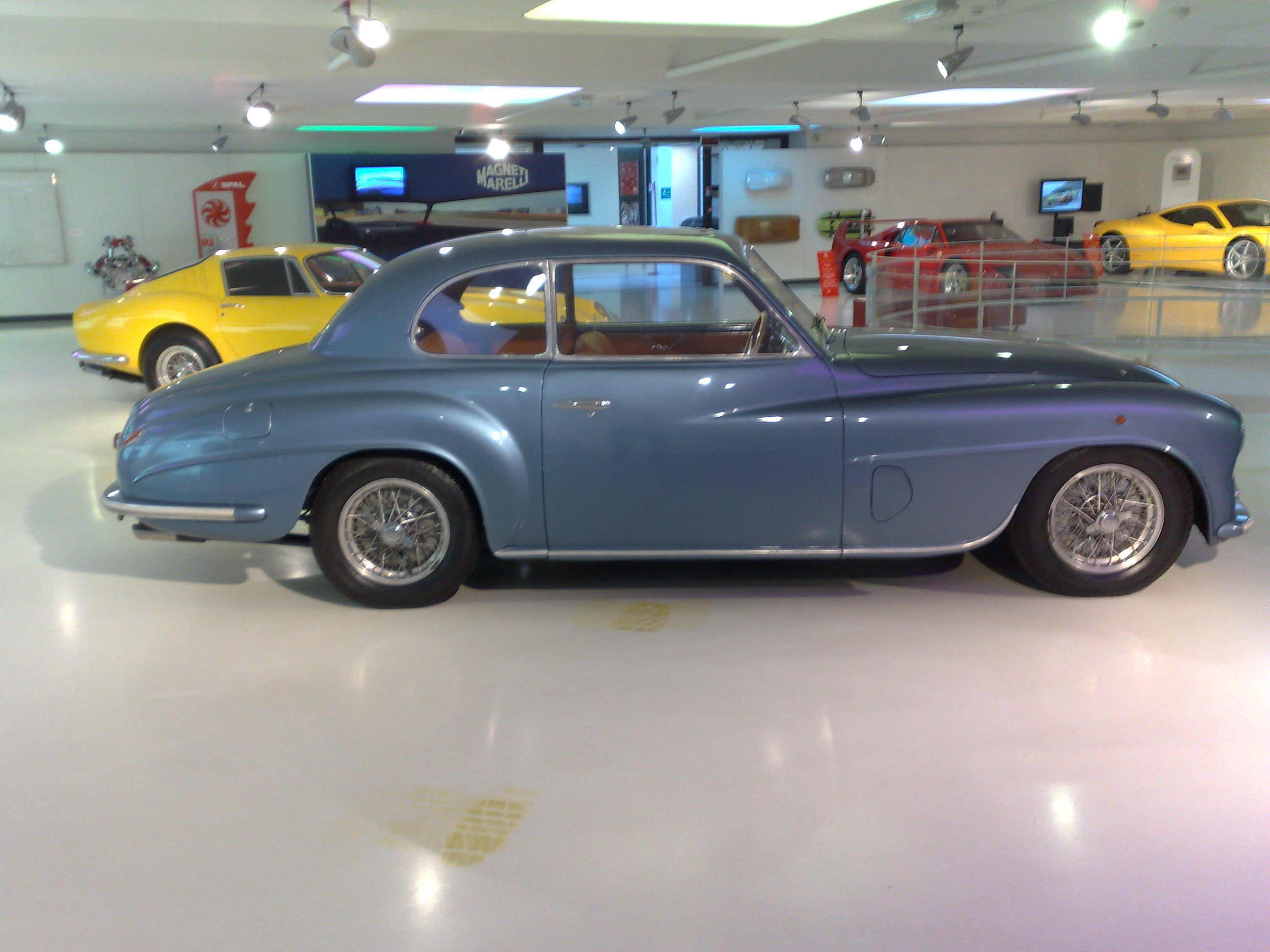
Ferrari 166 Aerlux (Touring)
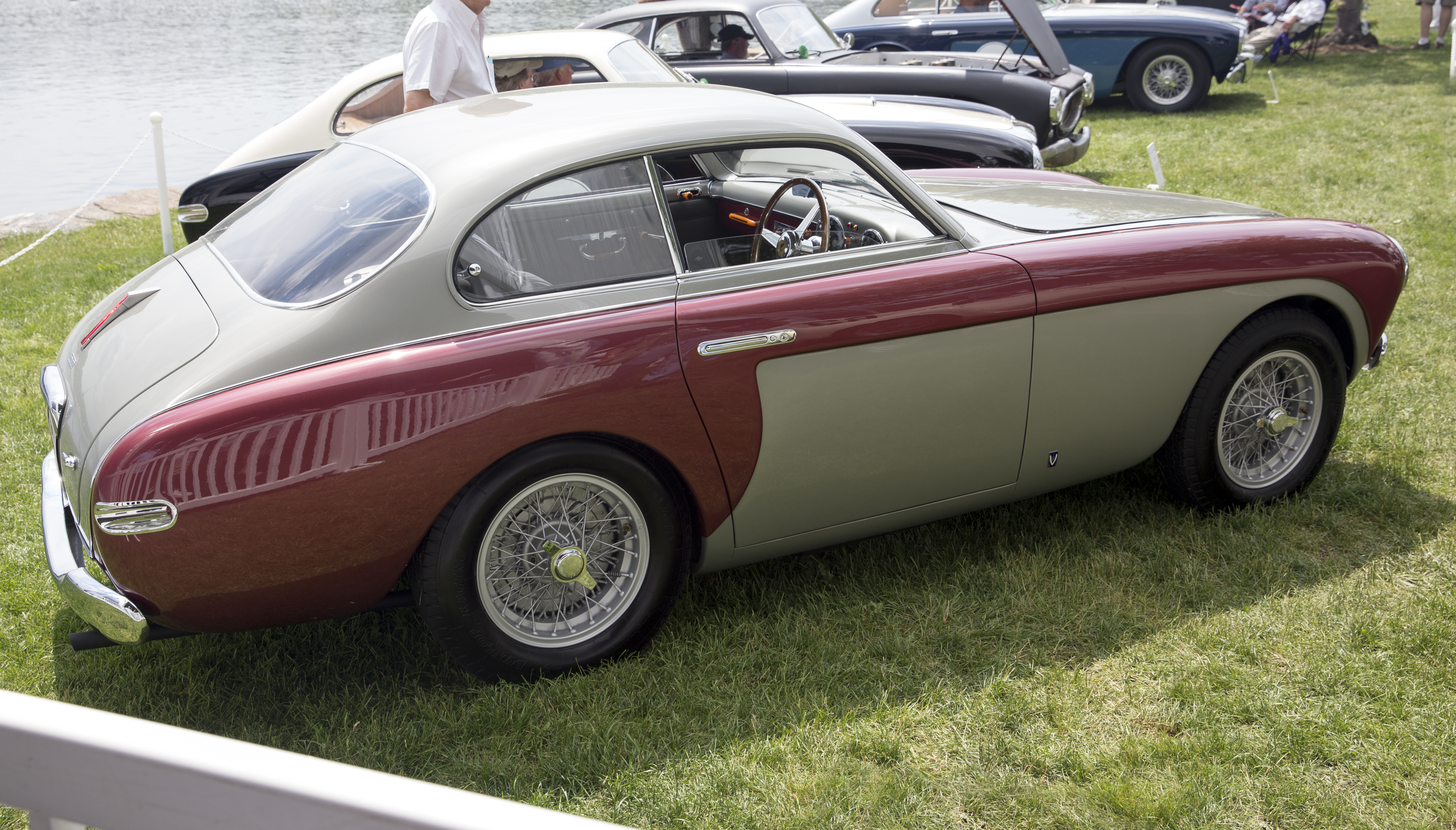
Ferrari 195 (Vignale)
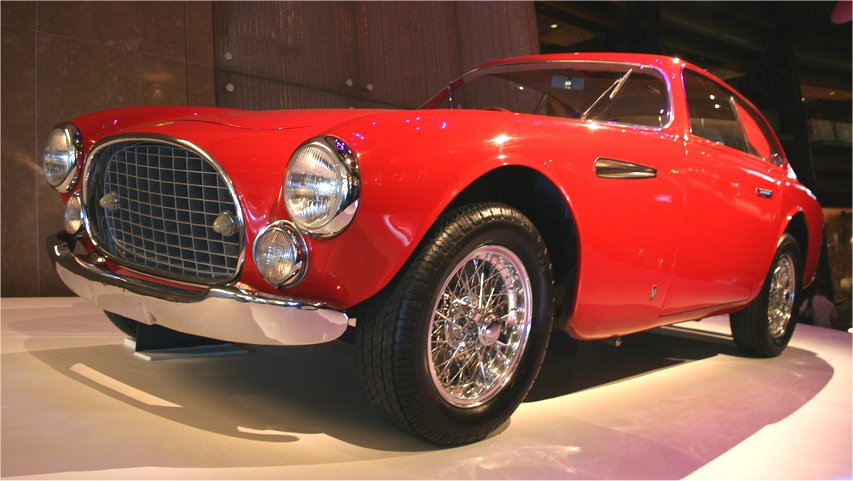
Ferrari 212 (Vignale)